# Hokkekō
El Hokkekō (法華講) és el nom general per a referir-se als creients de Nichiren Shōshū. En Nichiren Shōshū n'hi han molts temples locals i en cadascun d'ells hi ha un sacerdot en cap triat i assignat al temple pel Summe Sacerdot.
Tots els creients estam afiliats al seu temple local i aquests creients, tots alhora i plegats al seu temple formen el Hokkekō, practicant la religió sota el guiatge i supervisió del sacerdot en cap del temple. El Hokkekō es podria dir que és com una "associació de creients" i té una certa semblança amb els grups parroquials catòlics.

## Jerarquia
En cada Hokkekō hom podem trobar la següent jerarquia:
- Koto: (Figura representativa del Hokkekō)
- Vicekoto: (Són els assistents del Koto, poden ser més d'una persona)
- Kanjis: (Coordinadors o secretaris)

En alguns casos, el Hokkekō pot disposar de tresorer. Tots aquest càrrecs han sigut nomenats pel sacerdot en cap i confirmats pel Summe Sacerdot.